# Мервин (Мисури)
Мервин (енгл. Merwin) град је у америчкој савезној држави Мисури.

## Демографија
По попису из 2010. године број становника је 58, што је 25 (-30,1%) становника мање него 2000. године.
| Група             | 2000.      | 2010.      |
| Белци             | 73 (88,0%) | 56 (96,6%) |
| Афроамериканци    | 0 (0,0%)   | 0 (0,0%)   |
| Азијати           | 0 (0,0%)   | 0 (0,0%)   |
| Хиспаноамериканци | 0 (0,0%)   | 1 (1,7%)   |
| Укупно            | 83         | 58         |